# Shito

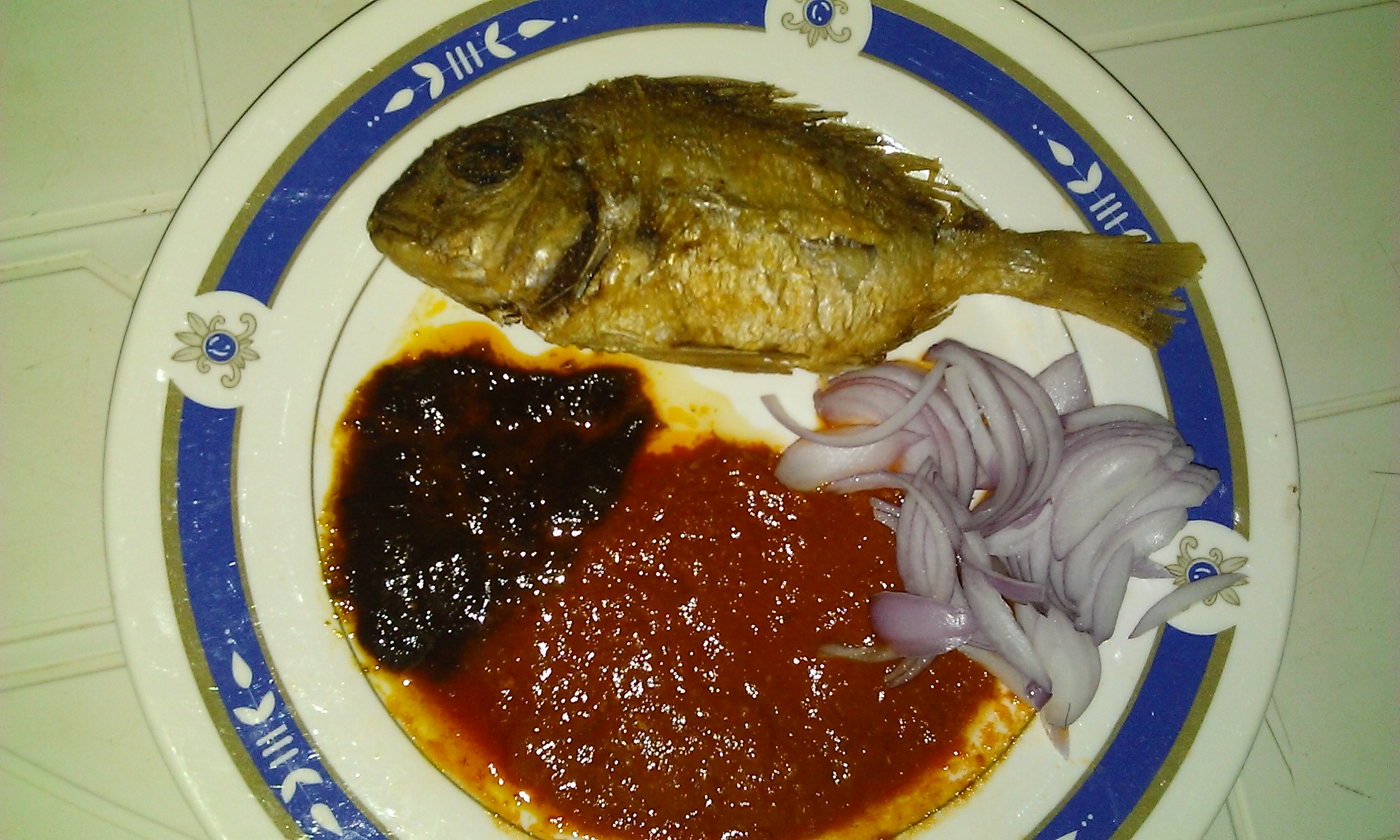
Gebratener Fisch mit shito

Shito ist eine sehr scharfe Pfeffersauce, die in der Küche Ghanas zu den verschiedensten Gerichten Verwendung findet. Die Konsistenz von Shito ähnelt dabei dem in Europa bekannten Pesto.
Es gibt frischen und fertig zubereiteten Shito. Die einzelnen Rezepte unterscheiden sich je nach Landesteil, bestehen jedoch wesentlich aus Pfefferschoten, Öl und Tomaten.

## Frischer Shito
Bei frischem Shito werden Pfefferschoten mit Zwiebeln, Salz und Tomaten vermischt, teilweise in Öl gebraten und zu einem Gericht serviert. Diese Form findet dort Verwendung, wo schnell eine Sauce hergestellt werden soll. Diese Sauce ist weniger ölig als der schwarze Shito und in der Farbe durch die Tomaten eher rötlich. Frischer Shito lässt sich nicht lange aufbewahren.

## Schwarzer Shito
Als schwarzen Shito bezeichnet man auch den fertig zubereiteten Shito. Neben einer gewissen Menge getrockneter roter Pfefferschoten gehört in diese Sauce ein Anteil getrockneter und gemahlener Shrimps, getrockneter und gemahlener Fisch, Zwiebeln und Tomaten. Alles wird mit reichlich Öl angemacht, gekocht und in Gläser abgefüllt. In Ghana kann man schwarzen Shito auch auf dem Markt fertig kaufen. Diese ölige Pfefferpaste hat häufig eine dunkle fast schwarze Färbung.
Schwarzer Shito lässt sich auch ohne Kühlung sehr gut lagern solange das Glas nicht geöffnet wird. Danach hält sich Shito unter Kühlung noch einige Wochen.